# Орасио Картес
Орасио Мануел Картес Хара (шп. Horacio Manuel Cartes Jara; 5. јул 1956) парагвајски је предузетник и политичар, који је на изборима у априлу 2013. изабран за новог председника као кандидат десничарске Партије Колорадо. На дужност је ступио 15. августа 2013. године.

## Биографија
Рођен је 1956. године у Асунсиону. Завршио је студије аеронаутичког инжењеринга у САД. После тога се укључио у бизнис. У политику се укључио тек 2008. године, а пре тога уопште се није ни регистровао као бирач. Због тога је симбол нове генерације политичара која се није компромитовала сарадњом с диктатуром Алфреда Стреснера до 1989. године.
Картес је власник неколико десетина компанија које чине конгломерат Групо Картес који, између осталог, поседује фабрике дувана, безалкохолних пића, месаре и банке. Од 2001. је био председник фудбалског клуба Либертад.